# Já Podeis da Pátria Filhos
Já Podeis da Pátria Filhos é uma coletânea de contos do escritor brasileiro João Ubaldo Ribeiro, durante o período da ditadura militar no Brasil.
Sua primeira publicação ocorreu em 1981, com o título "Livro de Histórias". No ano de 1991 a coletânea recebeu dois novos contos, "Patrocinando a arte" e "O estouro da boiada", sendo republicada com o título "Já podeis da pátria filhos e outras historias".  A opção de João Ubaldo por tornar o primeiro verso do Hino da Independência do Brasil o título desta obra demonstra sua intenção de questionar os diferentes discursos, passados e recentes, sobre a problemática da identidade de seu país.
Na coletânea, o autor recria o ambiente da Ilha de Itaparica, através de um elenco de personagens que se reúnem em eventos cotidianos, refletindo o comportamento, as crenças e o pensamento da população local. Os contos exploram a interação entre brasileiros e estrangeiros, utilizando ironia para desconstruir estereótipos, e também para criticar o conformismo. Ubaldo questiona contextos sociais, religiosos e artísticos, enquanto preserva a linguagem popular, revelando a fragilidade da estrutura social através de uma crítica consciente da sociedade.

## Lista de contos
Fazem parte do livro os seguintes contos:
- "Alandelão de la patrie"
- "O bom robalo de compadre Edinho"
- "Pensamentos, palavras e obras"
- "A vez quando Luiz Cuiúba comeu seis ou sete veranistas"
- "Já podeis da pátria filhos"
- "Vavá Paparrão contra Vanderdique Vanderlei"
- "O poder da arte e da palavra"
- "Brincando de doutor"
- "O diabo que assoviava"
- "O boi insidioso"
- "O artista que veio aqui dançar com as moças"
- "O santo que não acreditava em Deus"
- "O jegue Boneco e o jegue Suspiro"
- "O magnata do voto"
- "Patrocinando a arte"[nota 1]
- "O estouro da boiada"[nota 1]
- "Era um dia diferente quando se matava porco"

## Contos notáveis

### Já podeis da pátria filhos
O conto "Já podeis da pátria filhos", que dá título à coletânea de João Ubaldo Ribeiro, possui como principal acontecimento a partida de futebol disputada entre o time amador do São Lourenço e um time formado por japoneses e americanos, descritos de forma genérica pelo narrador como os “gringos”, pessoas ligadas à mineradoras em alguma região do Norte ou do Nordeste do Brasil. O narrador do conto, por sua vez, é provavelmente um dirigente do São Lourenço, ou o próprio técnico do time.

### O santo que não acreditava em Deus
“O santo que não acreditava em Deus”, outro dos contos do livro, ganhou adaptação para o cinema em 2003, através do filme Deus é brasileiro, dirigido por Cacá Diegues, que escreveu o roteiro em parceria com o próprio João Ubaldo Ribeiro.